# Портесуело (Касерес)
Портесуело (ісп. Portezuelo) — муніципалітет в Іспанії, у складі автономної спільноти Естремадура, у провінції Касерес. Населення — 262 особи (2010).
Муніципалітет розташований на відстані близько 210 км на захід від Мадрида, 65 км на північ від Касереса.

## Демографія
Динаміка населення (INE ):